# Саут-Гілл (Вашингтон)
Саут-Гілл (англ. South Hill) — переписна місцевість (CDP) в США, в окрузі Пірс штату Вашингтон. Населення — 64 708 осіб (2020).

## Географія
Саут-Гілл розташований за координатами 47°7′15″ пн. ш. 122°17′7″ зх. д. / 47.12083° пн. ш. 122.28528° зх. д. (47.120704, -122.285264).  За даними Бюро перепису населення США в 2010 році переписна місцевість мала площу 47,77 км², з яких 47,55 км² — суходіл та 0,22 км² — водойми.

## Демографія
Згідно з переписом 2010 року, у переписній місцевості мешкала 52 431 особа в 17 962 домогосподарствах у складі 13 990 родин. Густота населення становила 1098 осіб/км².  Було 19081 помешкання (399/км²).
Расовий склад населення:
| - 78,2 % — білих - 6,0 % — азіатів - 4,3 % — чорних або афроамериканців - 1,1 % — вихідців з тихоокеанських островів - 1,0 % — корінних американців - 3,1 % — осіб інших рас |

До двох чи більше рас належало 6,5 %. Частка іспаномовних становила 8,5 % від усіх жителів.
За віковим діапазоном населення розподілялося таким чином: 29,7 % — особи молодші 18 років, 62,6 % — особи у віці 18—64 років, 7,7 % — особи у віці 65 років та старші. Медіана віку мешканця становила 33,6 року. На 100 осіб жіночої статі у переписній місцевості припадало 97,2 чоловіків;  на 100 жінок у віці від 18 років та старших — 95,0 чоловіків також старших 18 років.
Середній дохід на одне домашнє господарство  становив 85 303 долари США (медіана — 75 241), а середній дохід на одну сім'ю — 91 526 доларів (медіана — 81 784). Медіана доходів становила 60 565 доларів для чоловіків та 43 152 долари для жінок. За межею бідності перебувало 9,1 % осіб, у тому числі 12,5 % дітей у віці до 18 років та 4,5 % осіб у віці 65 років та старших.
Цивільне працевлаштоване населення становило 25 212 особи. Основні галузі зайнятості: освіта, охорона здоров'я та соціальна допомога — 23,9 %, роздрібна торгівля — 12,7 %, виробництво — 12,1 %.